# Llista de peixos del mar del Nord

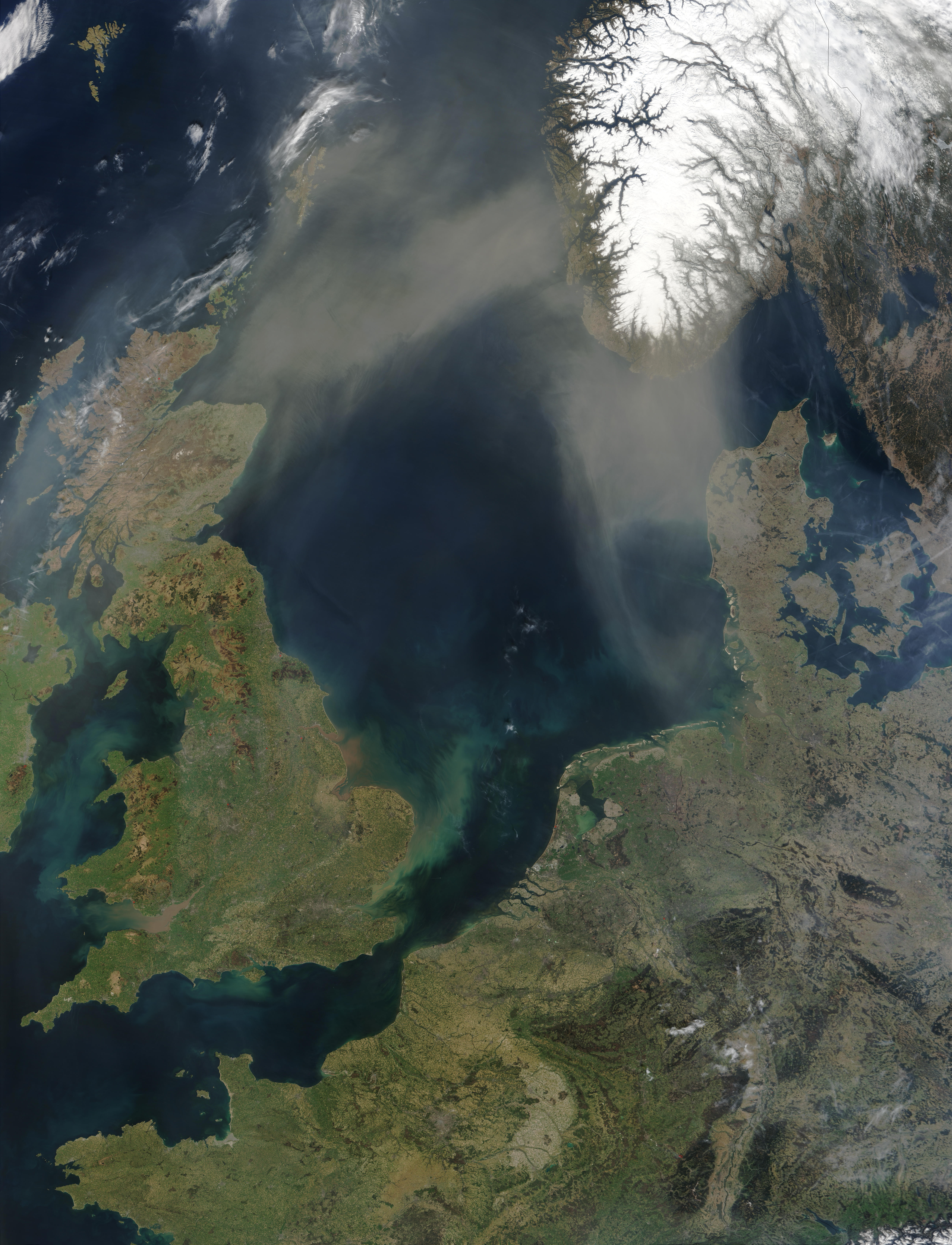
Localització de la mar del Nord entre les costes de Noruega, Dinamarca, Alemanya, els Països Baixos, Bèlgica, França i les illes Britàniques

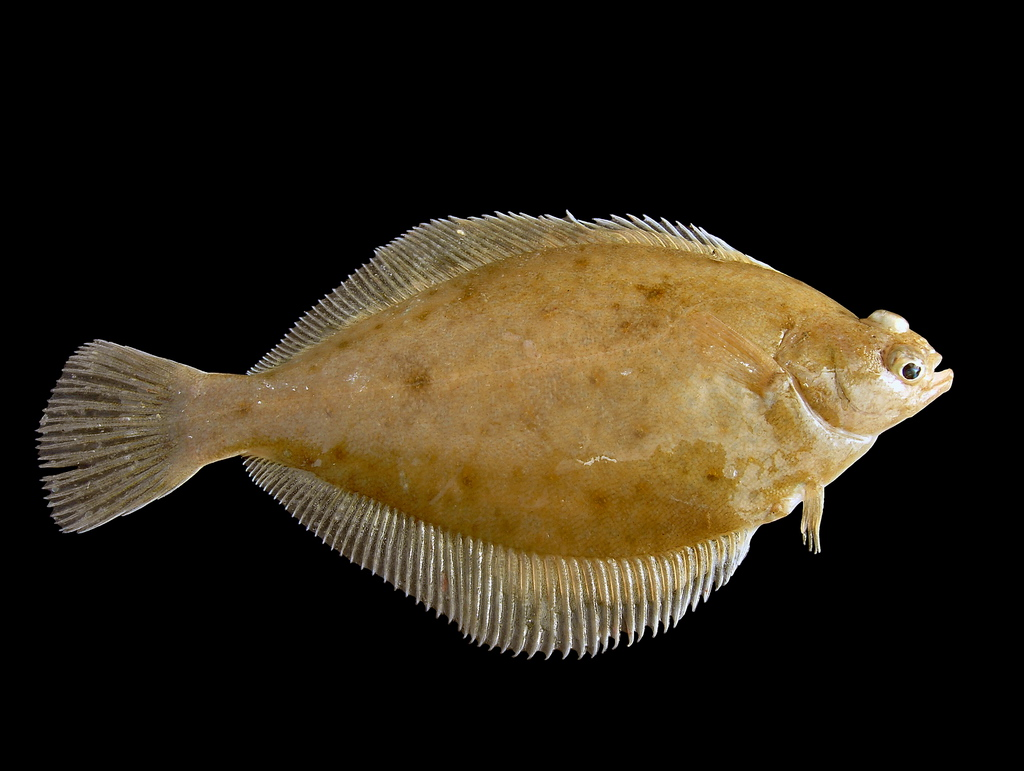
Limanda (Limanda limanda)

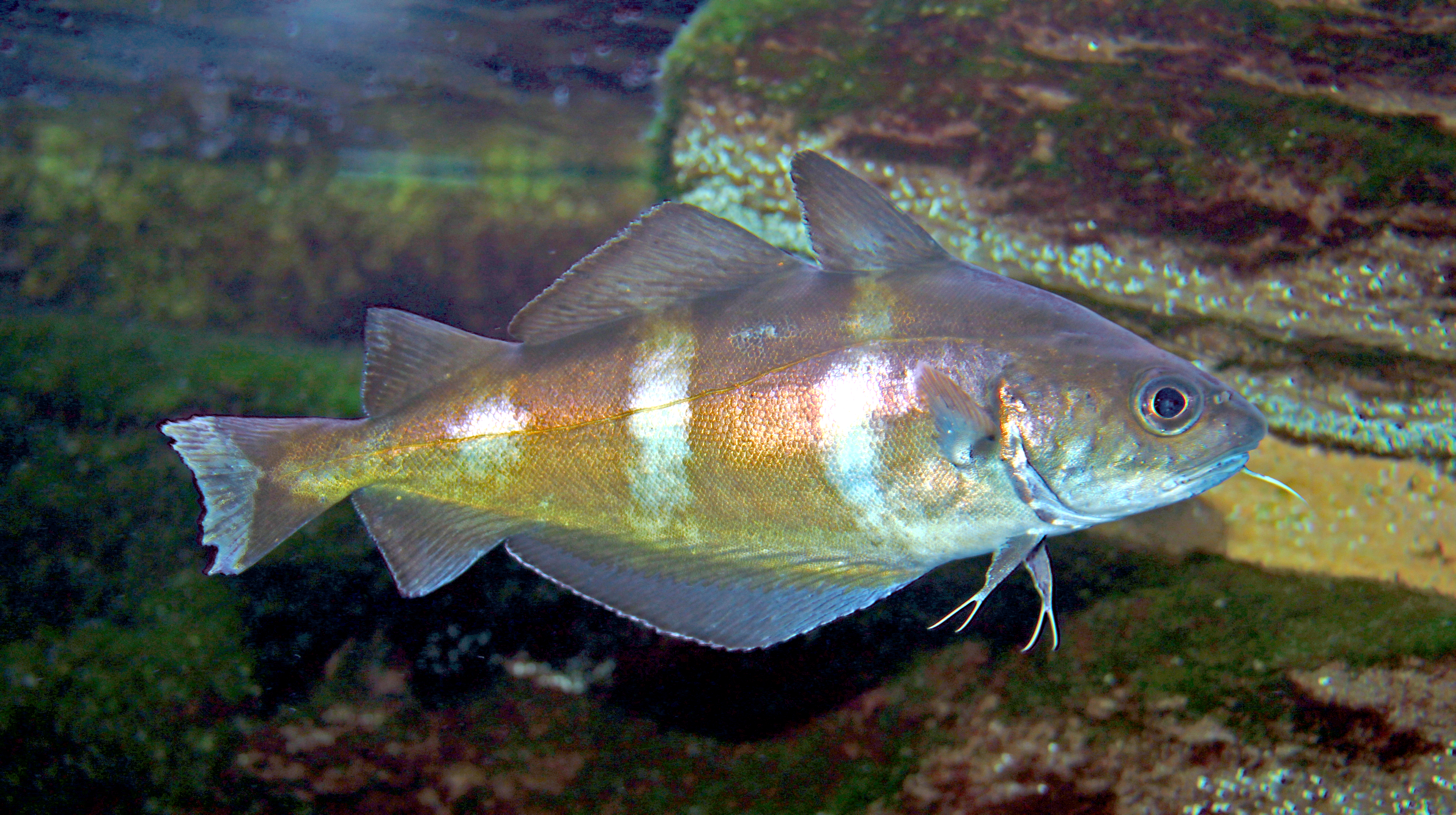
Mòllera fosca (Trisopterus luscus)

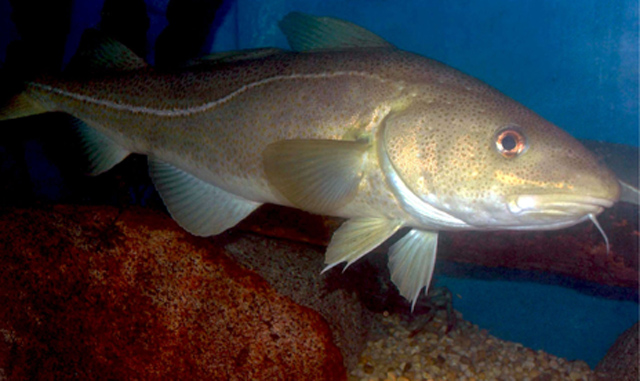
Bacallà de l'Atlàntic (Gadus morhua)

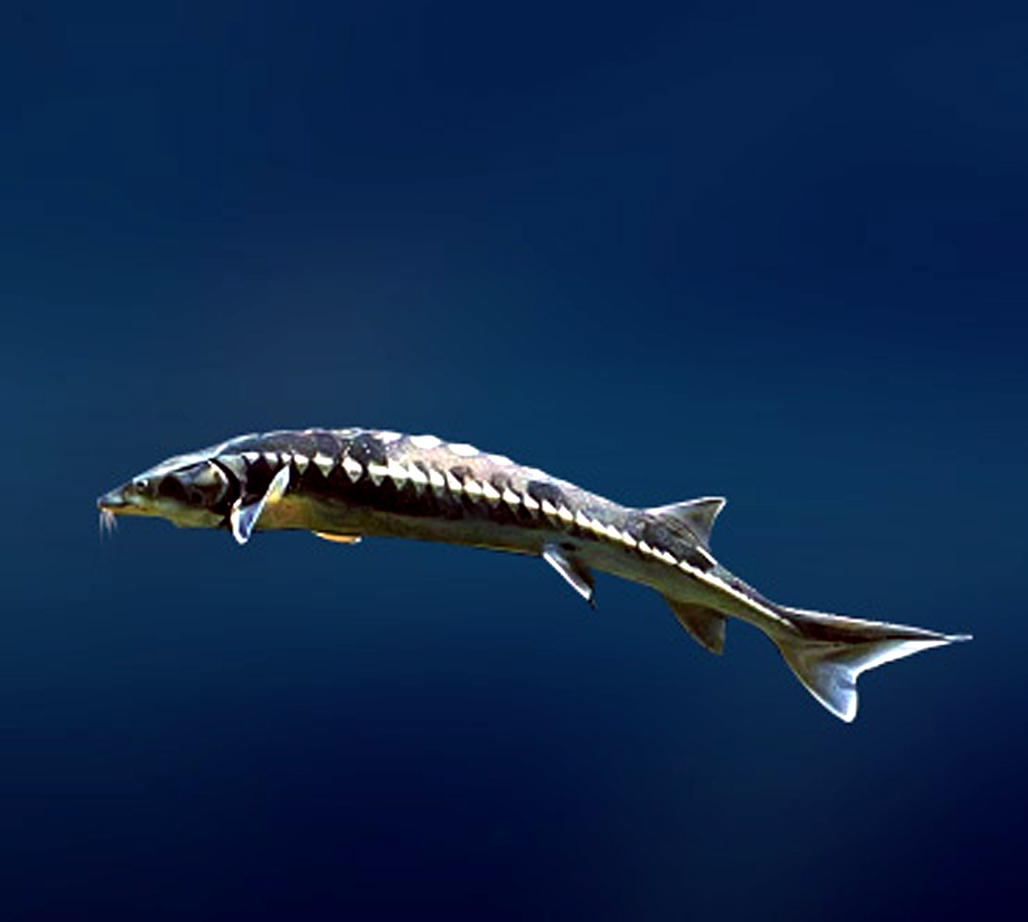
Esturió comú (Acipenser sturio)

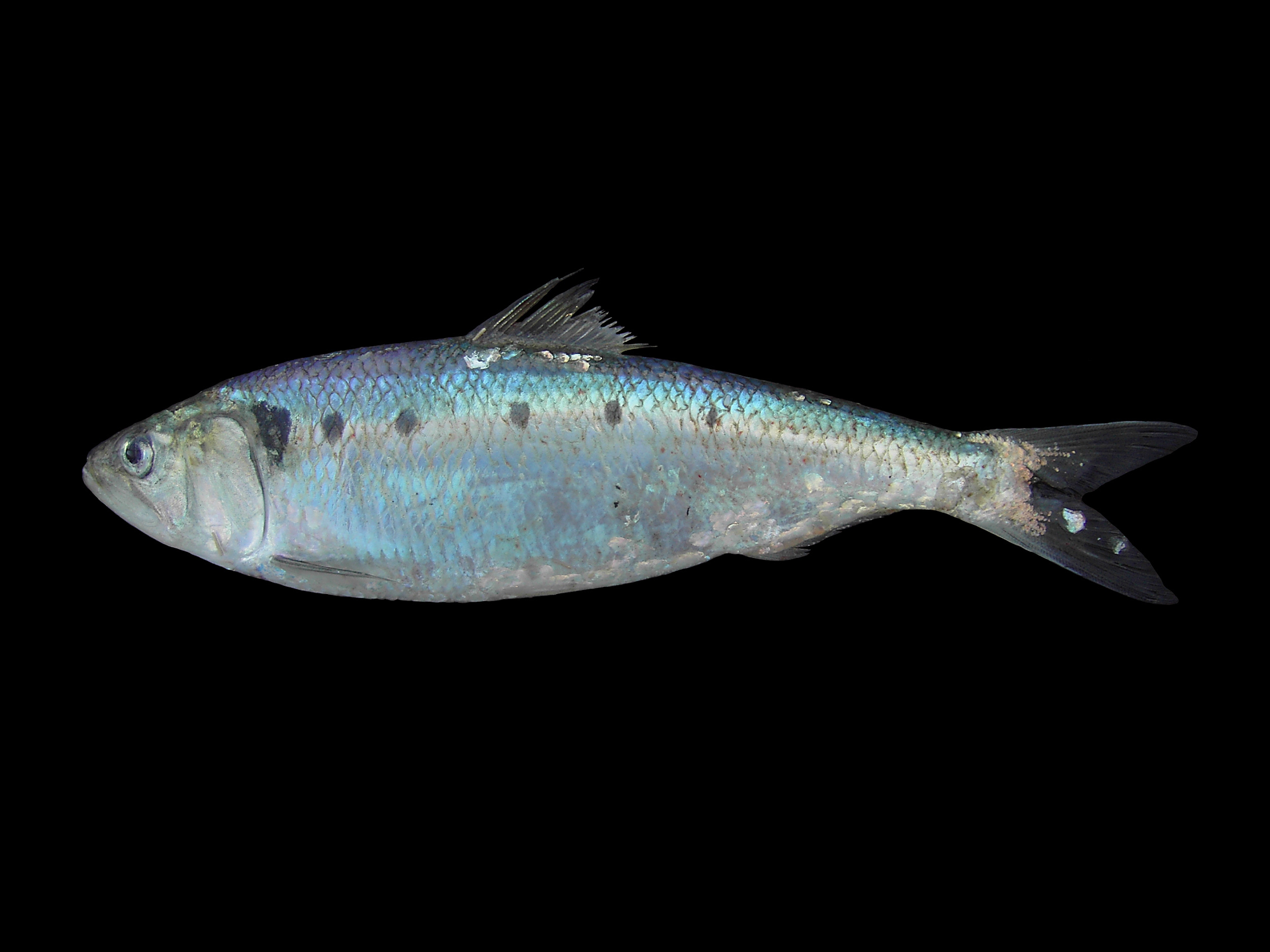
Alosa fallax

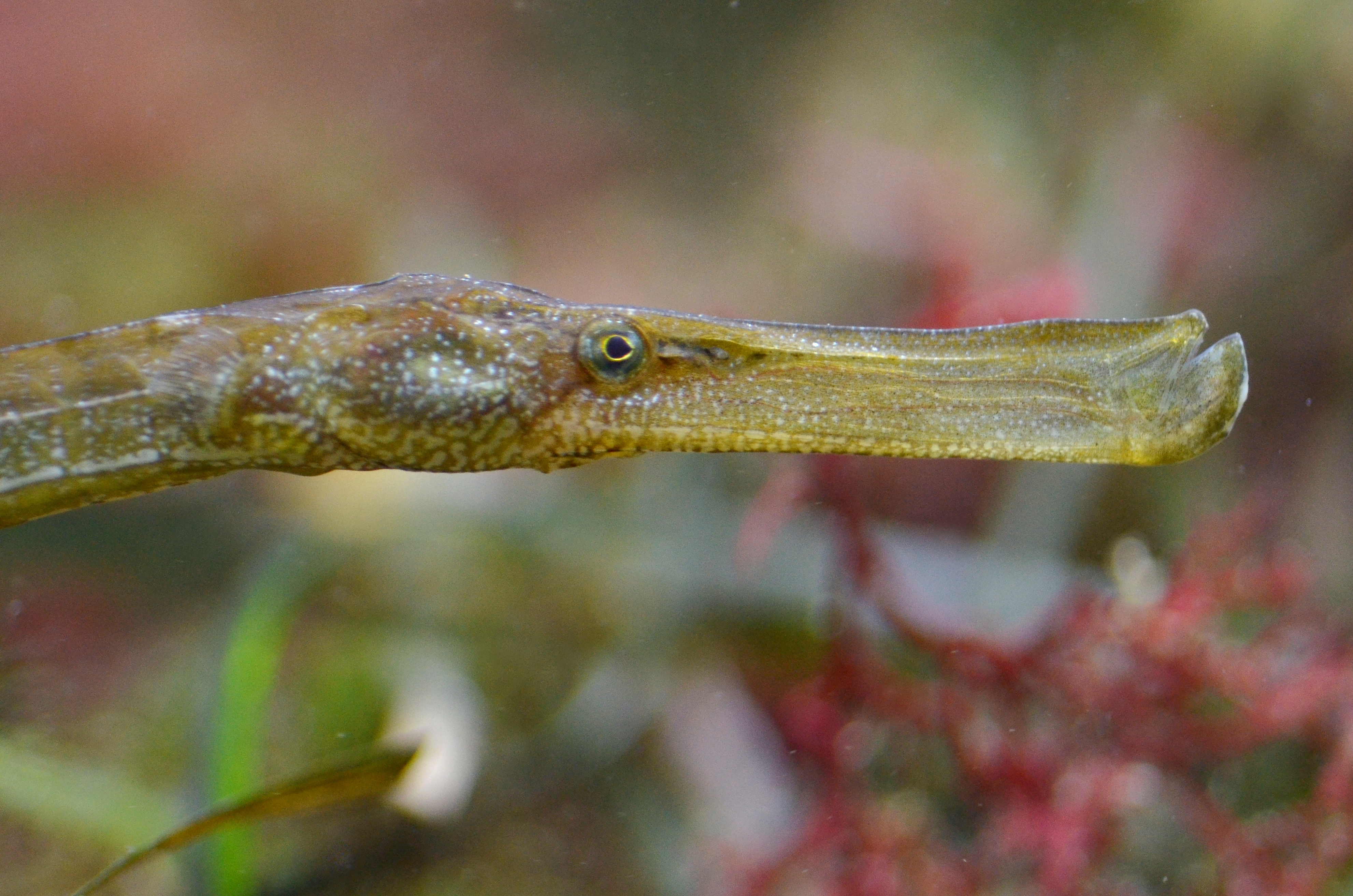
Serpentí (Syngnathus typhle)

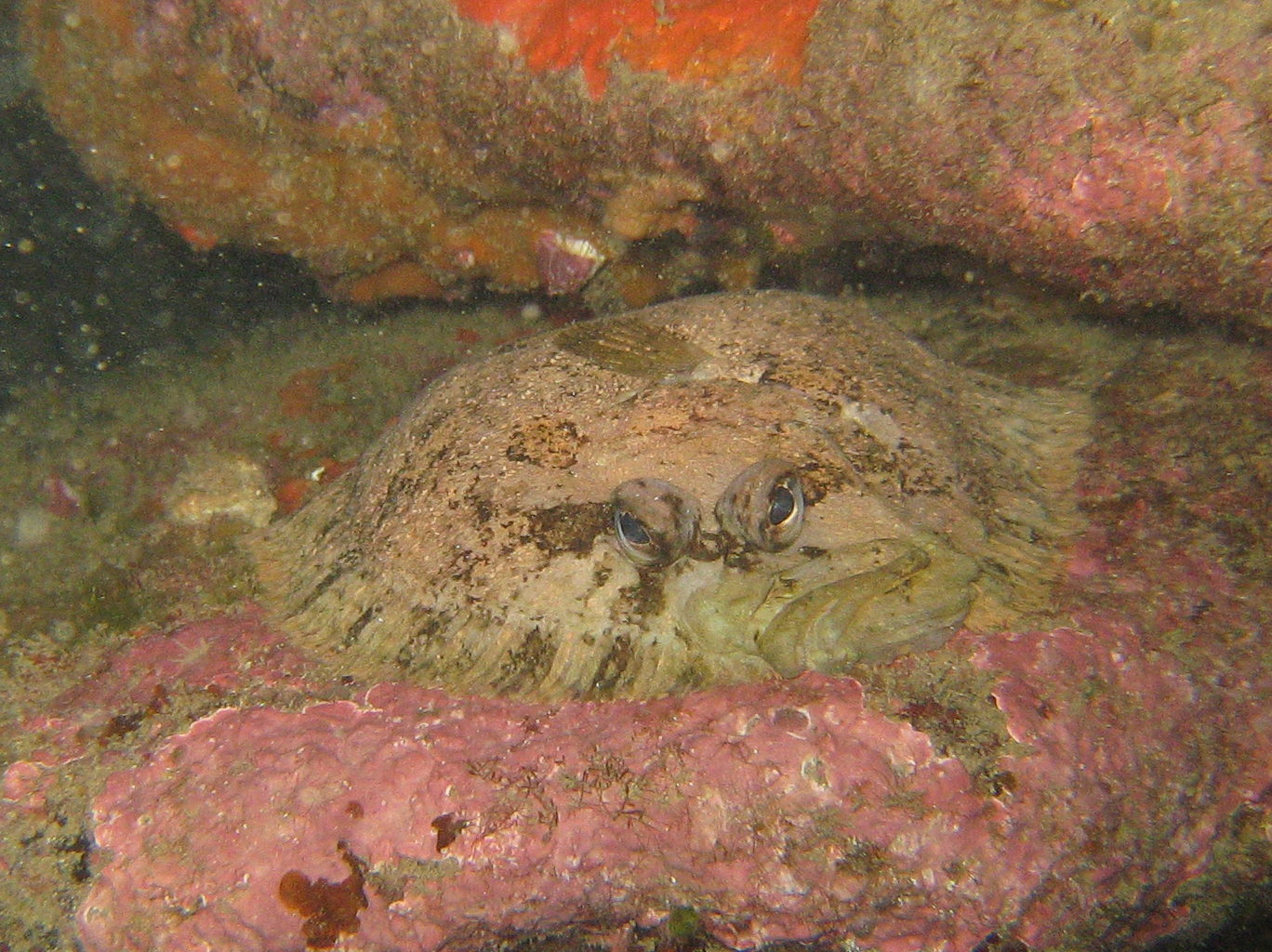
Rèmol de roca (Zeugopterus punctatus)

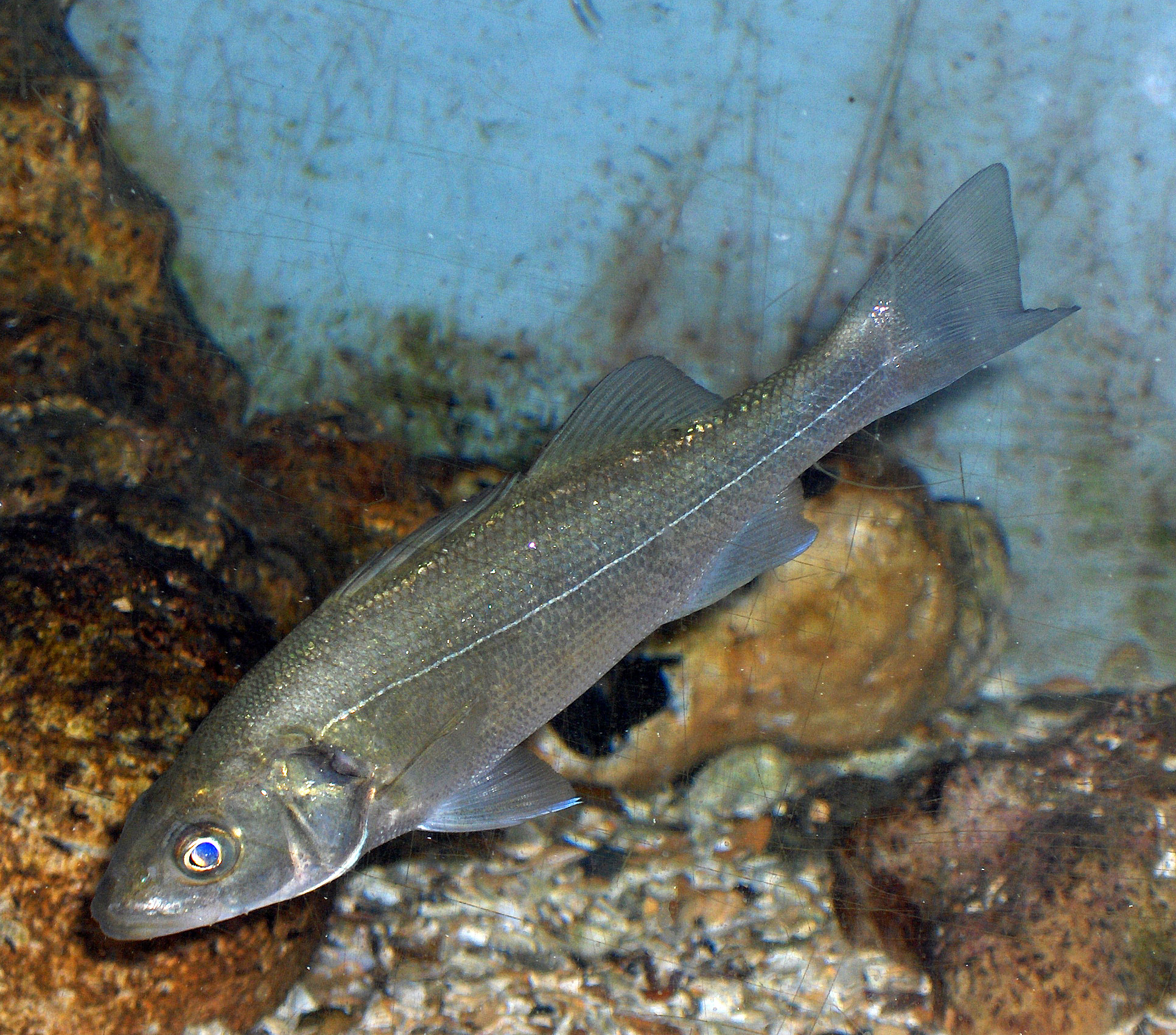
Llobarro (Dicentrarchus labrax)

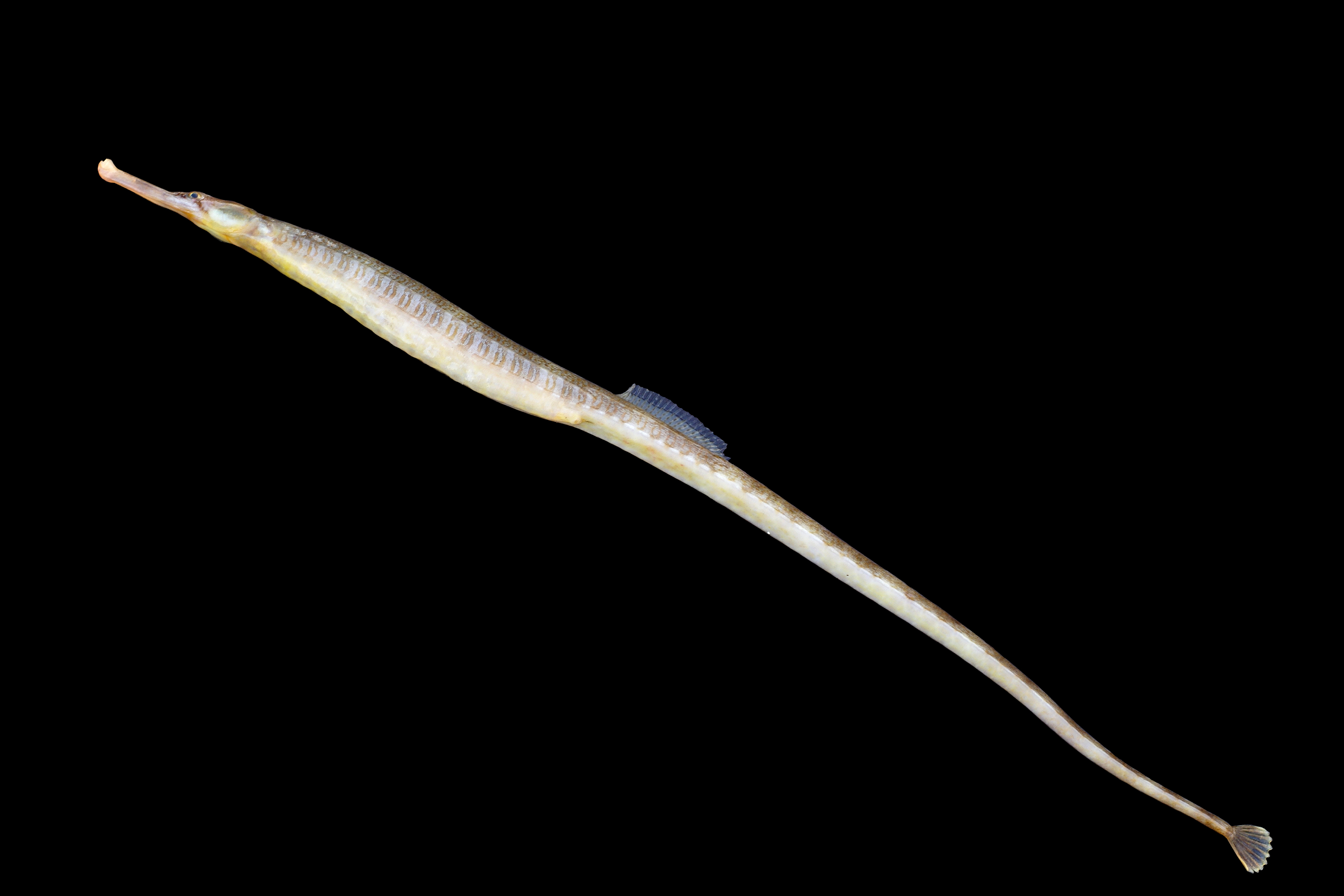
Agulleta (Syngnathus acus)

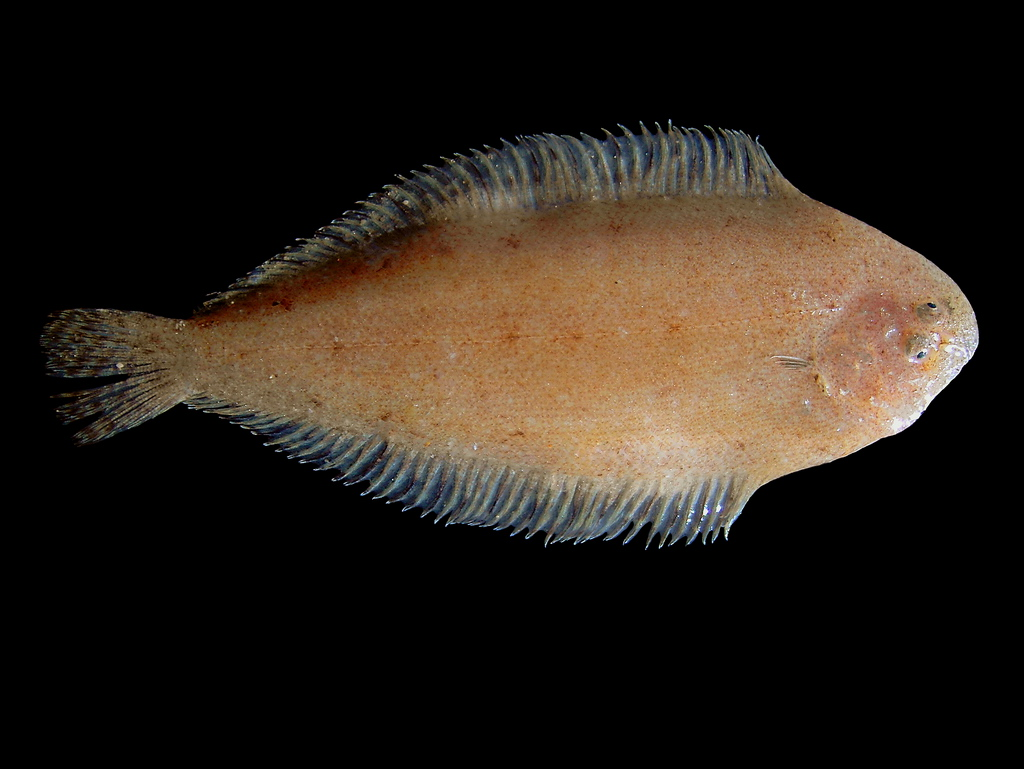
Palaí xic (Buglossidium luteum)

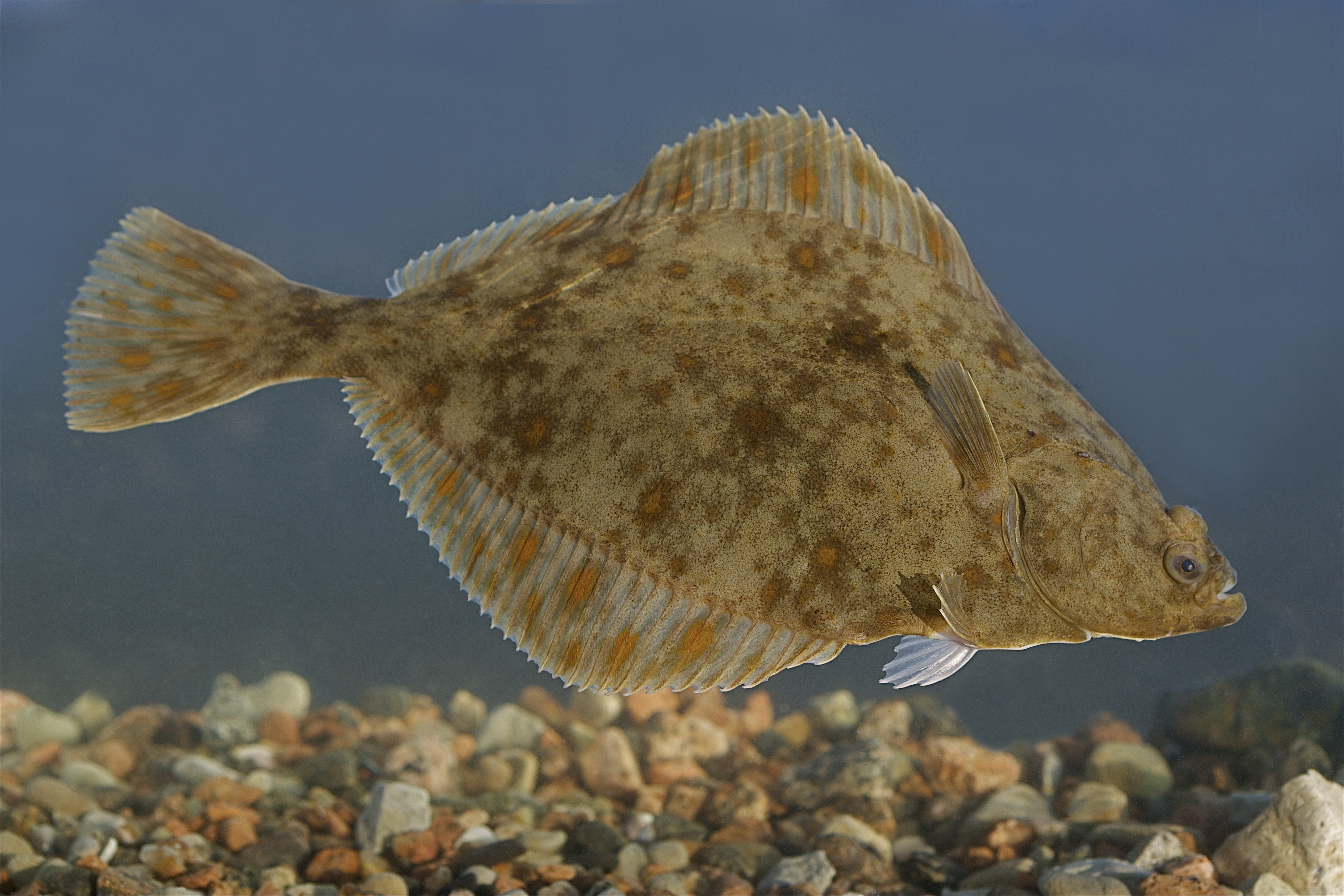
Rèmol de riu (Platichthys flesus)

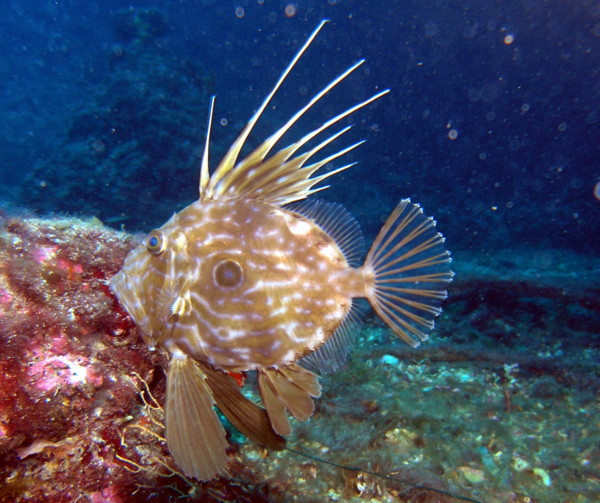
Gall de Sant Pere (Zeus faber)

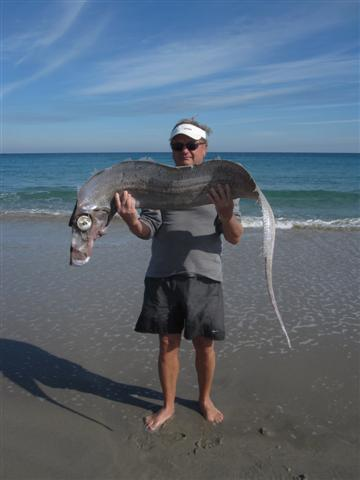
Trachipterus arcticus

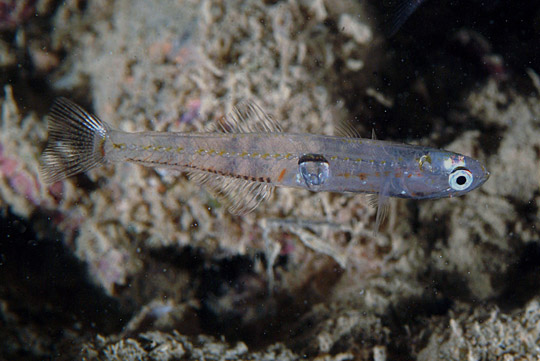
Xanguet (Aphia minuta)

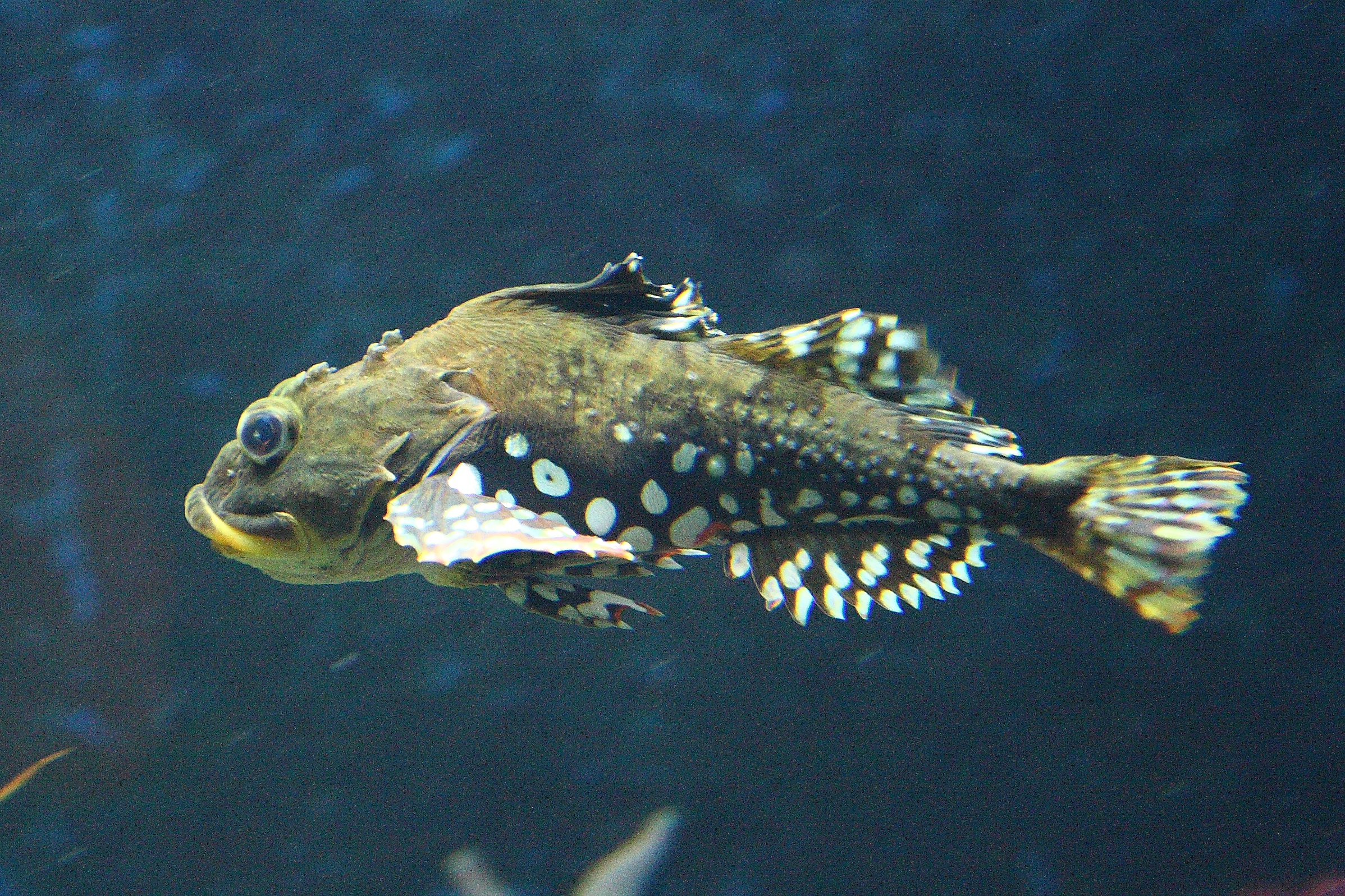
Escorpí de mar d'espines curtes (Myoxocephalus scorpius)

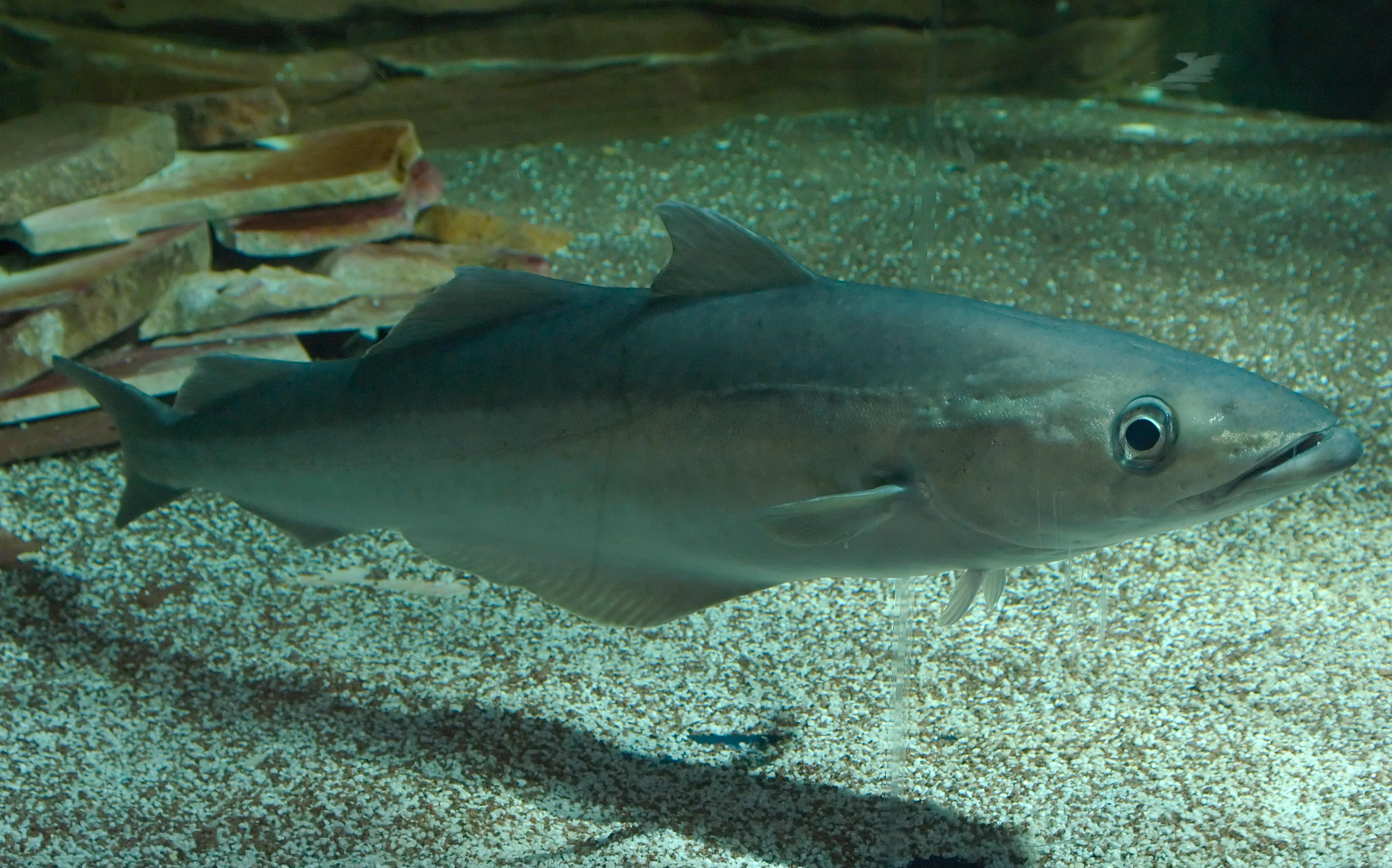
Abadejo (Pollachius pollachius)

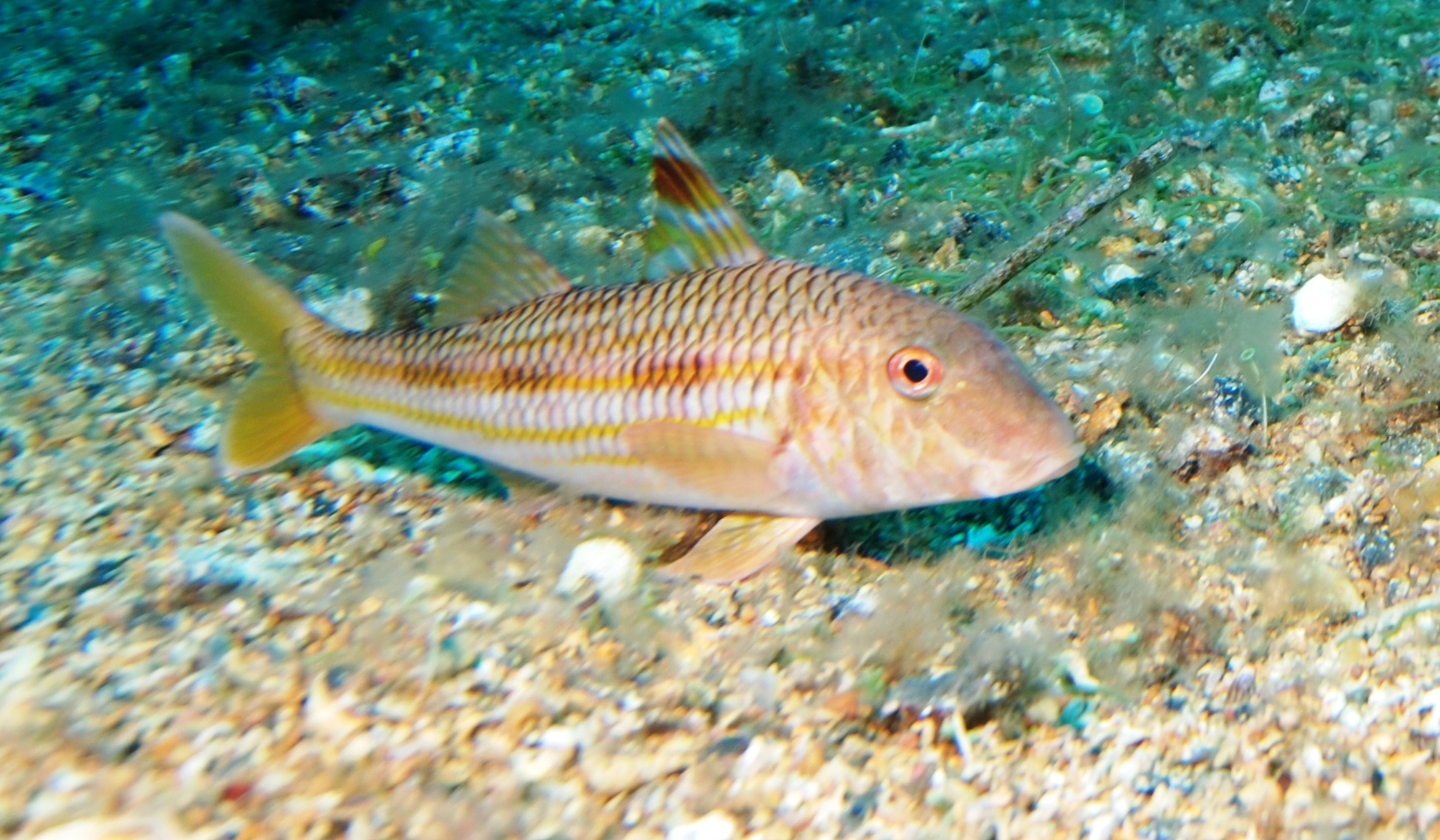
Moll de roca (Mullus surmuletus)

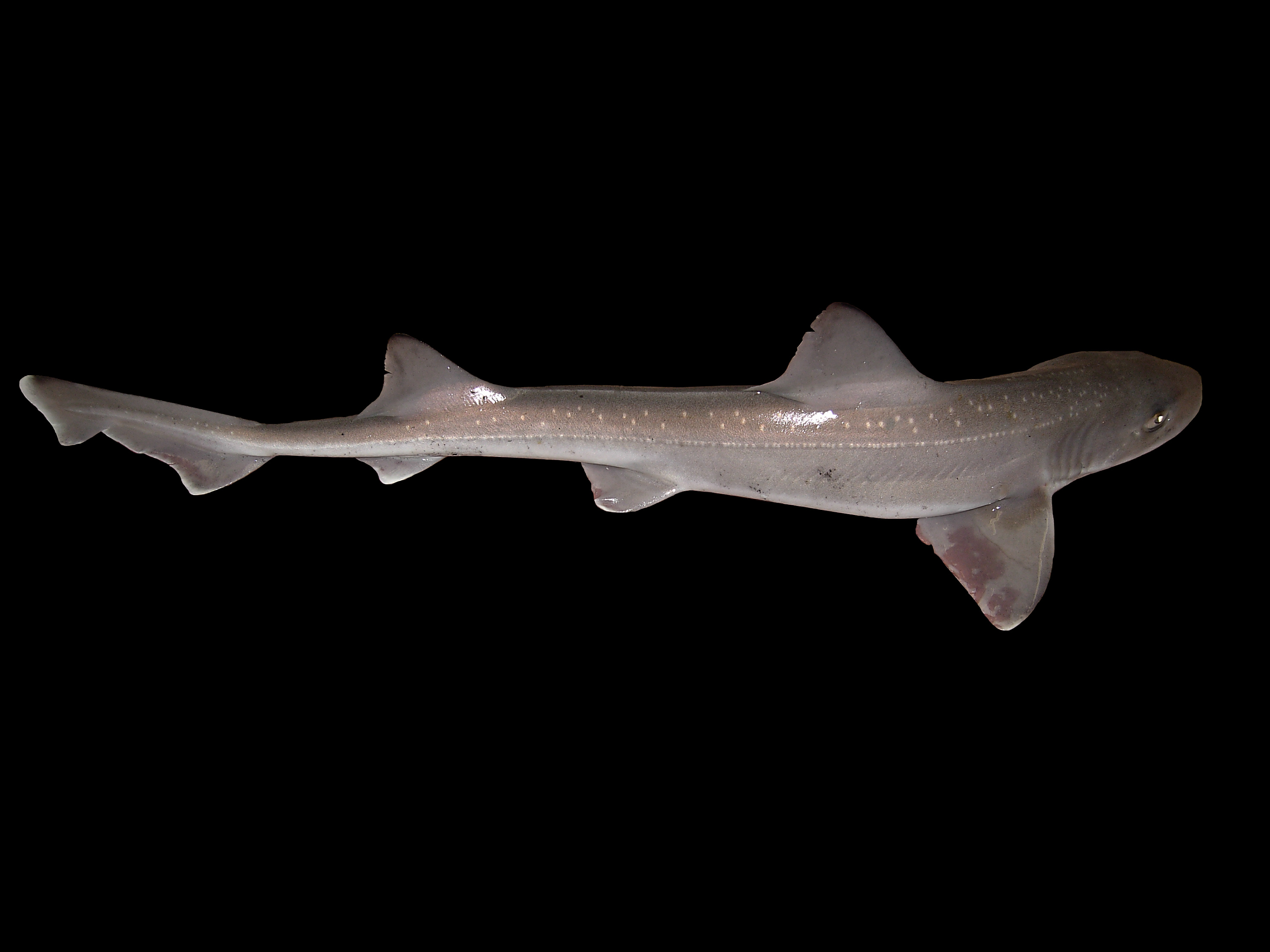
Mussola gravatja (Mustelus asterias)

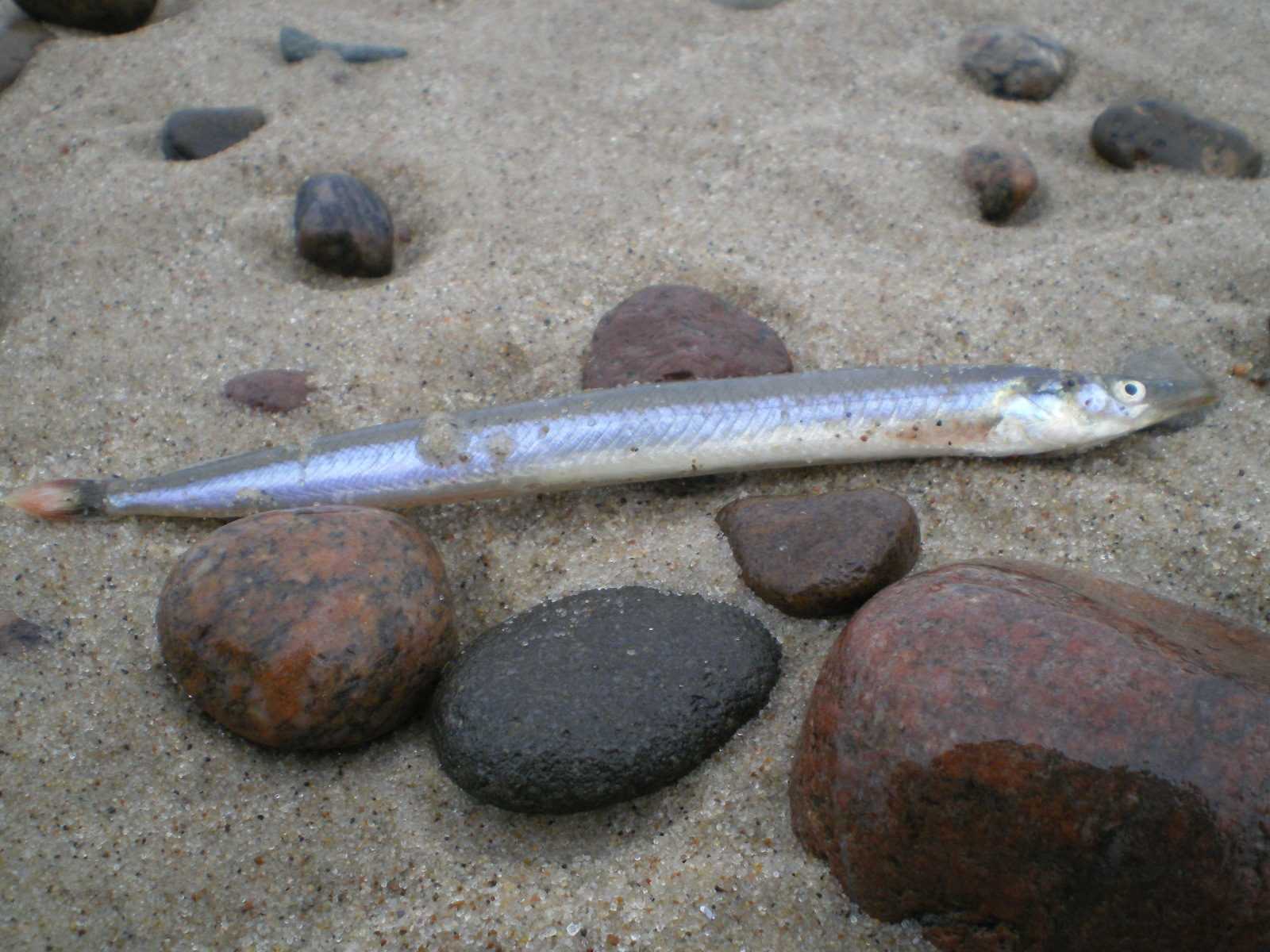
Trencavits (Ammodytes tobianus)

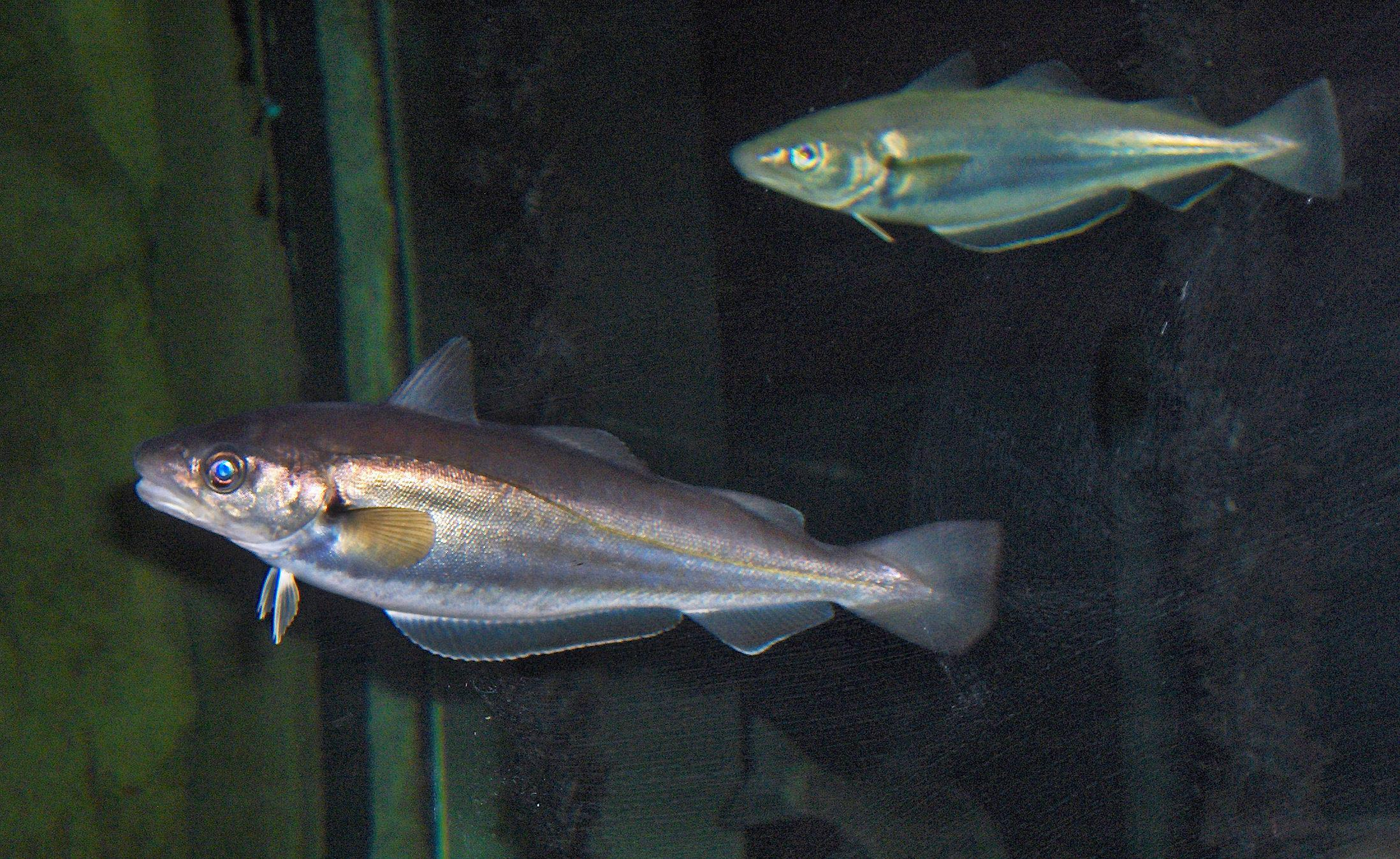
Merlà (Merlangius merlangus)

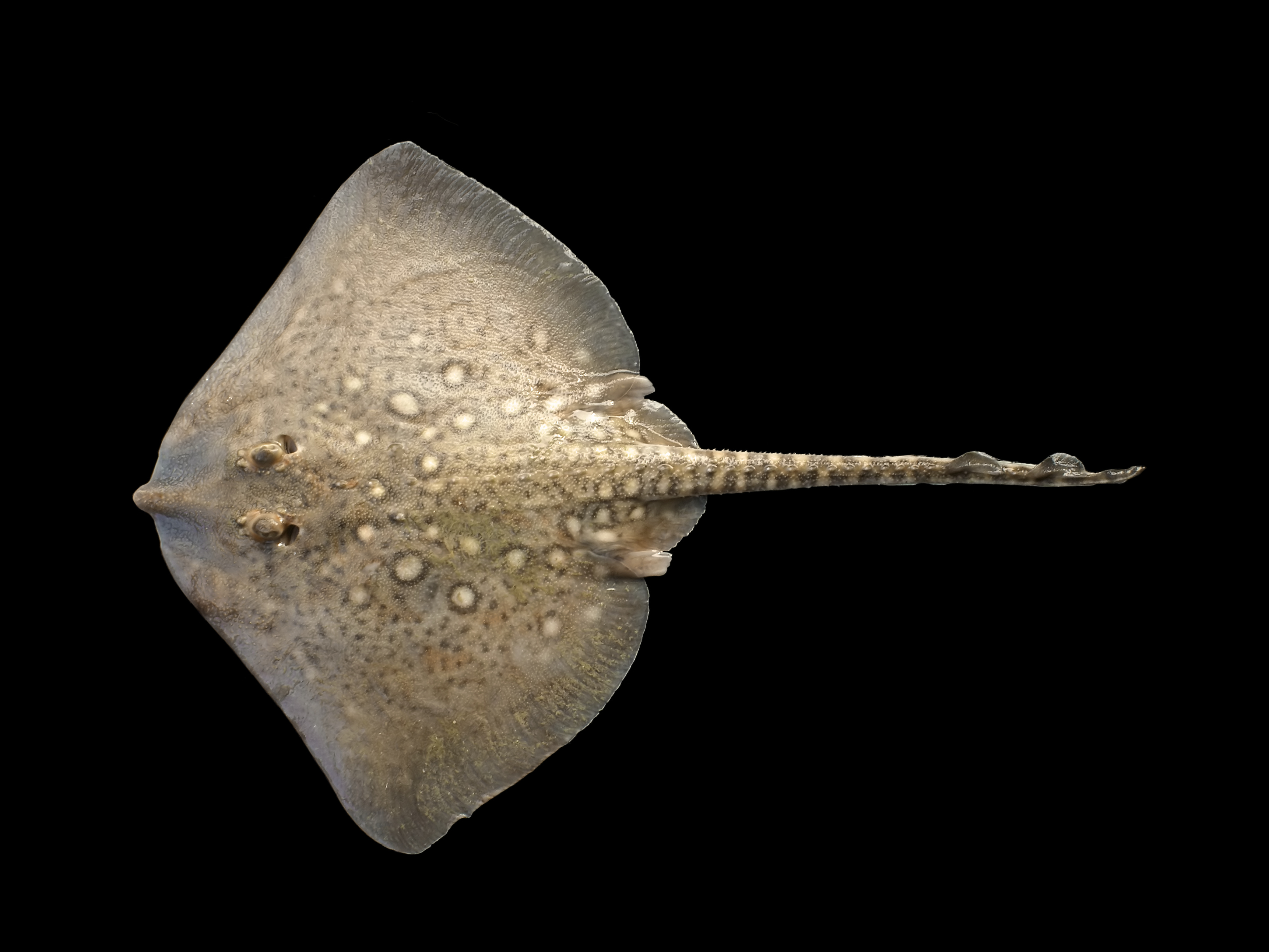
Clavellada (Raja clavata)

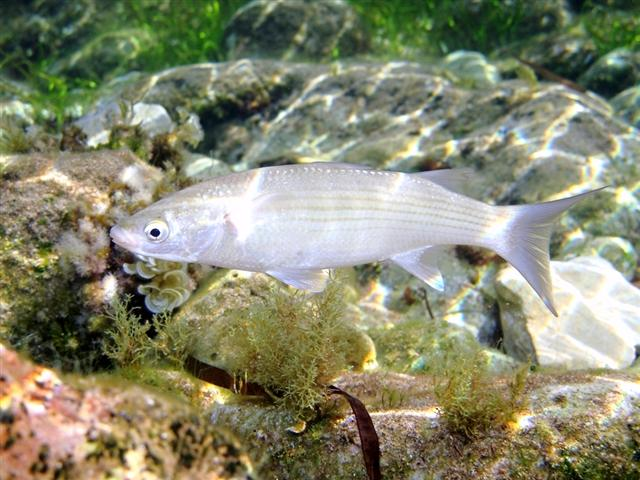
Llissa vera (Chelon labrosus)

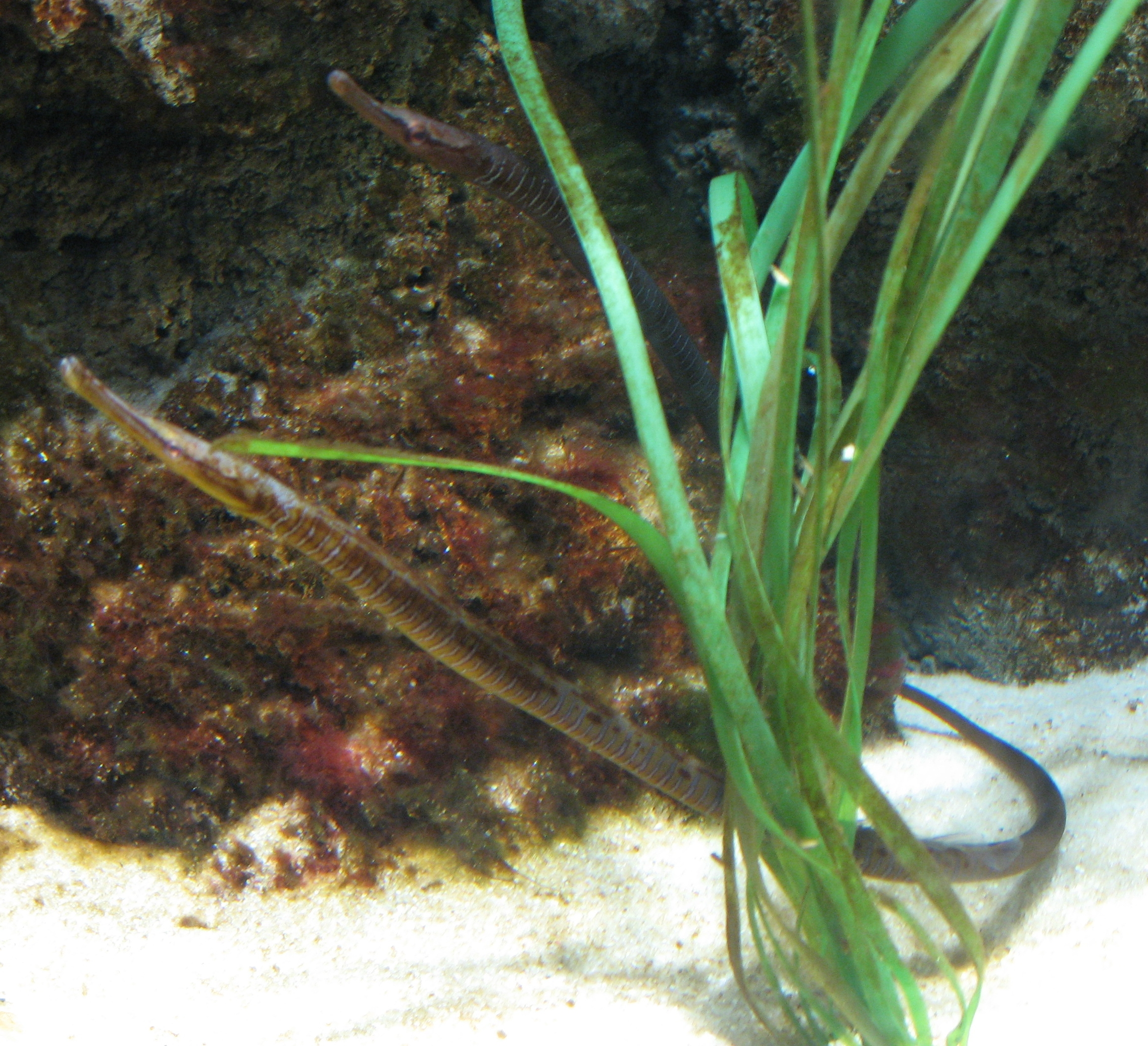
Entelurus aequoreus

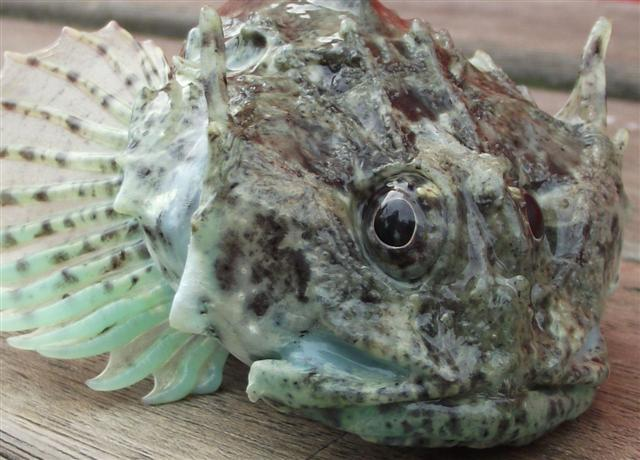
Escorpí de mar d'espines llargues (Taurulus bubalis)

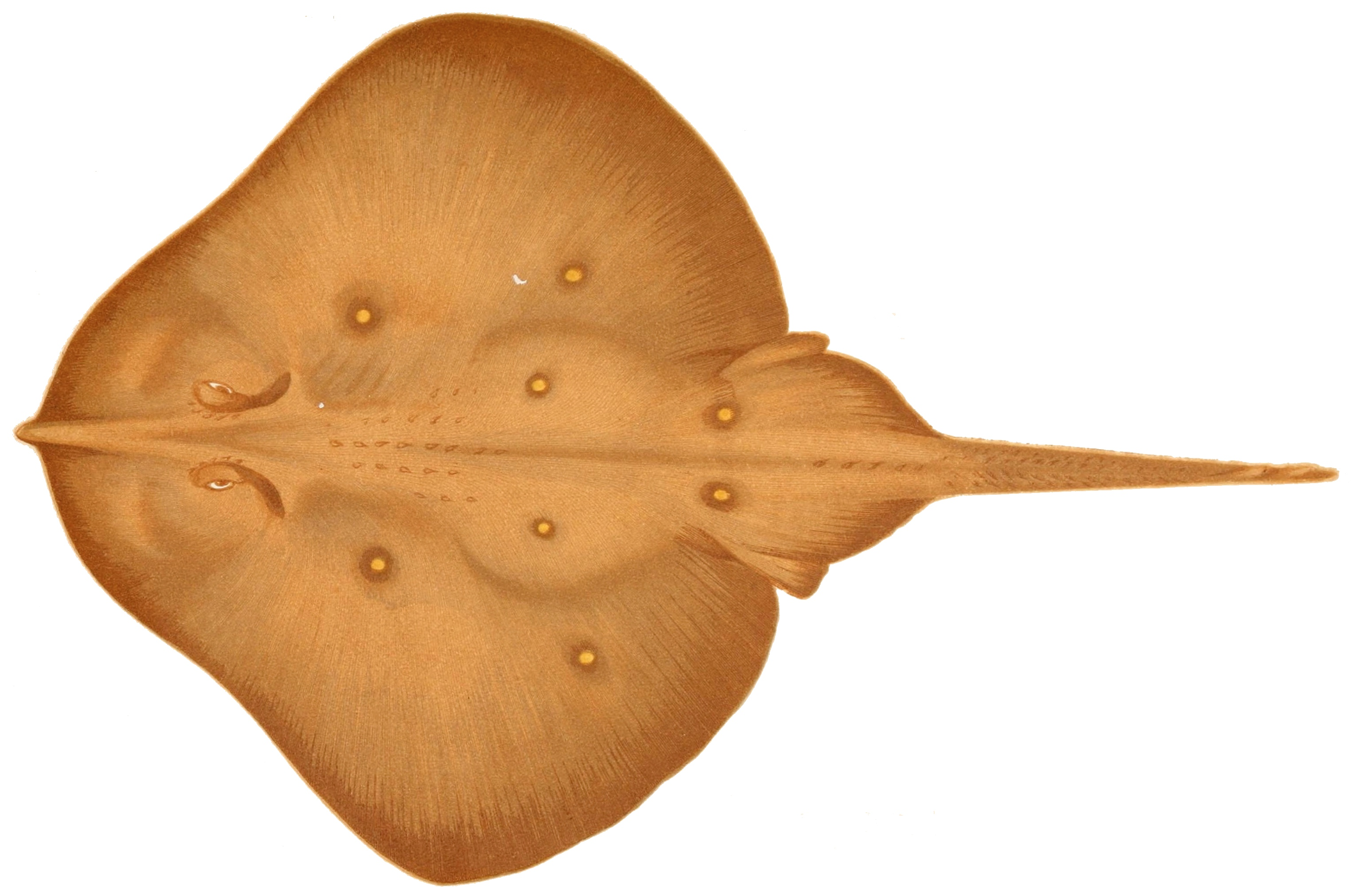
Rajada d'anells (Leucoraja circularis)

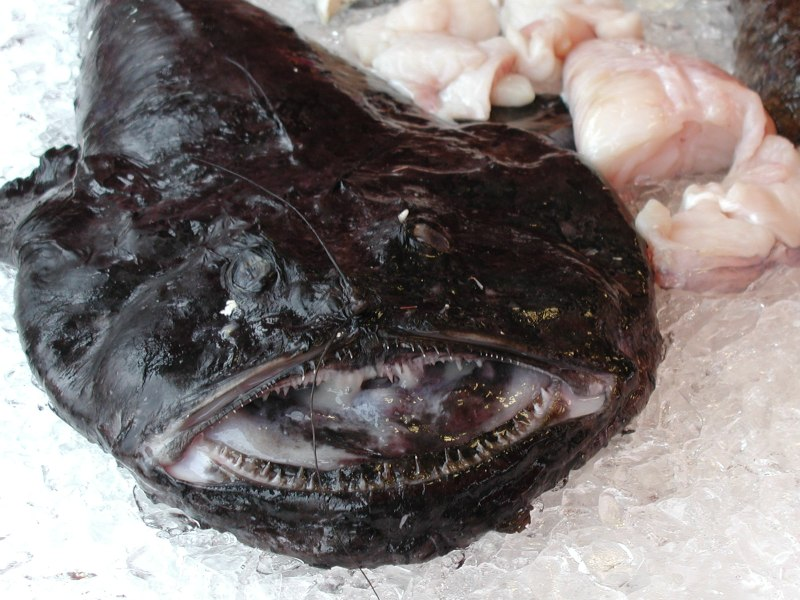
Rap (Lophius piscatorius)

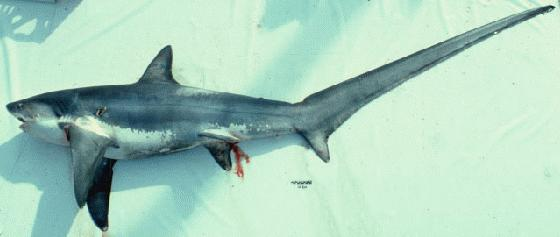
Peix guilla (Alopias vulpinus)

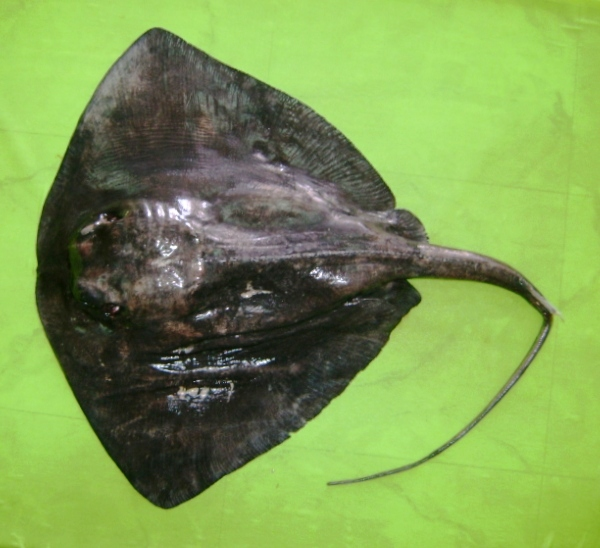
Escurçana violeta (Pteroplatytrygon violacea)

Aquesta llista de peixos del mar del Nord inclou 194 espècies de peixos que es poden trobar actualment al mar del Nord ordenades per l'ordre alfabètic de llur nom científic.

## A
- Acipenser sturio
- Agonus cataphractus
- Alopias vulpinus
- Alosa alosa
- Alosa fallax
- Amblyraja radiata[1][2]
- Ammodytes marinus[3][4]
- Ammodytes tobianus
- Anarhichas lupus[5]
- Anguilla anguilla
- Aphia minuta
- Argentina silus
- Argentina sphyraena
- Argyropelecus olfersii
- Argyrosomus regius
- Arnoglossus laterna
- Artediellus atlanticus
- Atherina presbyter

## B
- Belone belone
- Beryx decadactylus
- Boops boops
- Brama brama
- Brosme brosme[6]
- Buenia jeffreysii
- Buglossidium luteum

## C
- Callionymus lyra[7]
- Callionymus maculatus
- Callionymus reticulatus
- Centrolabrus exoletus
- Centrophorus squamosus
- Centroscymnus coelolepis
- Centroscymnus crepidater
- Cetorhinus maximus
- Chelidonichthys cuculus
- Chelidonichthys lucerna
- Chelon labrosus
- Chimaera monstrosa
- Chirolophis ascanii
- Ciliata mustela
- Ciliata septentrionalis
- Clupea harengus[8][9][10][11][12][13]
- Conger conger
- Coregonus oxyrinchus
- Coris julis
- Coryphaenoides rupestris
- Crystallogobius linearis
- Ctenolabrus rupestris
- Cyclopterus lumpus

## D
- Dalatias licha
- Dasyatis pastinaca
- Deania calcea
- Dicentrarchus labrax
- Dipturus batis
- Dipturus oxyrinchus

## E
- Echiichthys vipera
- Echinorhinus brucus
- Echiodon drummondii
- Enchelyopus cimbrius
- Engraulis encrasicolus
- Entelurus aequoreus
- Etmopterus princeps
- Etmopterus spinax
- Euthynnus alletteratus
- Eutrigla gurnardus[14]

## G
- Gadiculus thori
- Gadus morhua[15][16][17][18][19][20]
- Gaidropsarus mediterraneus
- Gaidropsarus vulgaris
- Galeorhinus galeus
- Galeus melastomus
- Gasterosteus aculeatus
- Glyptocephalus cynoglossus
- Gobius niger
- Gobiusculus flavescens
- Gymnammodytes semisquamatus

## H
- Helicolenus dactylopterus
- Hexanchus griseus
- Hippocampus hippocampus
- Hippoglossoides platessoides[21]
- Hippoglossus hippoglossus
- Hyperoplus immaculatus
- Hyperoplus lanceolatus

## K
- Katsuwonus pelamis

## L
- Labrus bergylta
- Labrus mixtus
- Lamna nasus
- Lampetra fluviatilis
- Lampris guttatus
- Lepidorhombus whiffiagonis
- Leptoclinus maculatus
- Lesueurigobius friesii
- Leuciscus aspius
- Leucoraja circularis
- Leucoraja fullonica
- Leucoraja naevus
- Limanda limanda[22][23]
- Liparis liparis
- Liparis montagui
- Lipophrys pholis
- Liza aurata
- Liza ramada
- Lophius budegassa
- Lophius piscatorius
- Lumpenus lampretaeformis
- Lycodes vahlii

## M
- Macroramphosus scolopax
- Maurolicus muelleri[24]
- Melanogrammus aeglefinus[25][26][27][28]
- Merlangius merlangus[29][30][31][32]
- Merluccius merluccius
- Micrenophrys lilljeborgii[33]
- Microchirus variegatus
- Micromesistius poutassou[34]
- Microstomus kitt
- Mola mola
- Molva dypterygia[6]
- Molva molva[6]
- Mullus barbatus barbatus
- Mullus surmuletus
- Mustelus asterias
- Mustelus mustelus
- Myctophum punctatum
- Myliobatis aquila
- Myoxocephalus scorpius
- Myxine glutinosa

## N
- Nemichthys scolopaceus
- Nerophis lumbriciformis
- Nerophis ophidion

## O
- Orcynopsis unicolor
- Osmerus eperlanus

## P
- Pagellus acarne
- Pagellus bogaraveo
- Pagellus erythrinus
- Paralepis coregonoides
- Petromyzon marinus
- Pholis gunnellus
- Phrynorhombus norvegicus
- Phycis blennoides
- Platichthys flesus
- Pleuronectes platessa[35][36][37][38][39]
- Pollachius pollachius
- Pollachius virens[24]
- Pomatoschistus lozanoi
- Pomatoschistus microps
- Pomatoschistus minutus
- Pomatoschistus pictus
- Prionace glauca
- Pteroplatytrygon violacea
- Pungitius pungitius

## R
- Raja clavata
- Raja montagui
- Raniceps raninus
- Remora remora

## S
- Salmo salar
- Salmo trutta
- Salvelinus alpinus alpinus
- Sarda sarda
- Sardina pilchardus
- Scomber scombrus
- Scomberesox saurus
- Scophthalmus maximus[40]
- Scophthalmus rhombus
- Scyliorhinus canicula
- Scyliorhinus stellaris
- Sebastes norvegicus
- Sebastes viviparus
- Solea solea[41][42]
- Sparus aurata
- Spinachia spinachia
- Spondyliosoma cantharus
- Sprattus sprattus[43][44][45]
- Squalus acanthias[46]
- Squatina squatina
- Symphodus melops
- Syngnathus acus
- Syngnathus rostellatus
- Syngnathus typhle

## T
- Taurulus bubalis
- Thorogobius ephippiatus
- Thunnus thynnus
- Torpedo marmorata
- Torpedo nobiliana
- Trachinotus ovatus
- Trachinus draco
- Trachipterus arcticus
- Trachurus trachurus
- Triglops murrayi
- Trisopterus esmarkii[47]
- Trisopterus luscus[48][49]
- Trisopterus minutus

## X
- Xiphias gladius

## Z
- Zeugopterus punctatus
- Zeus faber
- Zoarces viviparus[50]